# Efua Sutherland
Efua Theodora Sutherland (27 tháng 6 năm 1924 - 21 tháng 1 năm 1996)  là một nhà viết kịch, đạo diễn, tác giả cho trẻ em, nhà thơ, nhà giáo dục, nhà nghiên cứu, người ủng hộ trẻ em, và nhà hoạt động văn hóa người Ghana. Các tác phẩm của cô bao gồm Foriwa (1962), Edufa (1967), và Cuộc hôn nhân của Anansewa (1975). Cô thành lập Xưởng kịch Ghana, Hội Nhà văn Ghana, Nhà hát Thử nghiệm Ghana, và một dự án cộng đồng có tên Kodzidan (Story House). Là nhà viết kịch đầu tiên của Ghana , Sutherland là một nhân vật có ảnh hưởng trong sự phát triển của nhà hát Ghana hiện đại, và giúp giới thiệu nghiên cứu về truyền thống biểu diễn châu Phi ở cấp đại học. Sutherland cũng là một nhà xuất bản tiên phong, thành lập công ty Afram Publications vào những năm 1970.
Sutherland là một người ủng hộ văn hóa cho trẻ em từ đầu những năm 1950 cho đến khi chết, và đóng một vai trò trong việc phát triển các chương trình giáo dục, văn học, sân khấu và phim ảnh cho và về trẻ em Ghana. Tiểu luận ảnh năm 1960 của cô Playtime ở Châu Phi, đồng tác giả với Willis E. Bell, đã nhấn mạnh tính trung tâm của sự phát triển của trẻ em và được tiếp nối vào những năm 1980 nhờ có sự lãnh đạo của Sutherland trong việc phát triển hệ thống công viên trẻ em công cộng kiểu mẫu cho đất nước.
Chủ nghĩa châu Phi của Sutherland được thể hiện qua sự ủng hộ của cô đối với các nguyên tắc của mình và sự hợp tác của cô với các nhân cách người di cư châu Phi và châu Phi trong một loạt các quy tắc, bao gồm tương tác với Chinua Achebe, Ama Ata Aidoo, Maya Angelou, WEB Du Bois và Shirley Graham Du Bois, Margaret Busby, Tom Feelings, Langston Hughes, Martin Luther King và Coretta Scott King, Femi Osofisan, Félix Morisseau-Leroy, Es'kia Mphahlele, Wole Soyinka và Ngugi wa Thiong'o. Vào những năm 1990, cô là nguồn cảm hứng của Liên hoan nghệ thuật sân khấu Pan-Phi hai năm một lần (PANAFEST).
Efua Sutherland chết ở Accra ở tuổi 71 vào năm 1996.